# Mounir Obbadi
Mounir Obbadi (Meulan-en-Yvelines, 4 aprile 1983) è un ex calciatore marocchino, di ruolo centrocampista.

## Biografia
Nasce a Meulan, in Francia, da genitori marocchini.

## Carriera

### Club

#### Gli Inizi e Angers
Viene acquistato dal PSG nel 2001, dove inizia a giocare nella selezione giovanile.
Viene acquistato a gennaio del 2004 dall'Angers, squadra militante nella seconda serie francese. L'esordio con l'[Angers]arriva nella 23ª giornata di campionato, contro il Racing Besançon, incontro perso 2-0 fuori casa. Segna il suo unico stagionale in casa, contro il Nancy, nell'incontrp vinto 2-0, segnando il momentaneo 1-0. In totale gioca 11 partite segnando un , portando la sua squadra al 13º posto in campionato.
Al secondo anno nell'Angers segna 6 gol; la sua squadra arriva ultima in classifica con 38 punti, a un punto dalla zona salvezza. Giocherà gli ultimi due anni con la sua squadra nel Championnat National, riuscendo a tornare in Ligue 2 per l'anno 2007-2008, avendo sempre un posto da titolare in prima squadra.

#### Troyes
Per l'anno 2007-2008 viene acquistato dal Troyes, neo-retrocessa dalla Ligue 1. L'esordio con l'ESTAC avviene contro il Guingamp, nell'incontro vinto 1-0. Gioca 35 partite e segna 2 gol, contro il Le Havre (vinto 4-1) e il Boulogne, (2-2). La sua squadra non viene promossa, pur essendo in testa fino alla 27ª giornata, grazie ad un saldo neutro di 11 giornate senza vittorie.
Nel secondo anno con l'ESTAC non avrà un posto da titolare, giocando 15 partite senza fare alcun gol; a fine stagione la squadra retrocede nel Championnat National, arrivando difatti 19ª in campionato. Al termine della stagione 2009-2010 la sua squadra viene promossa in Ligue 2, arrivando in testa al girone. Nel 2010-2011, in 34 giornate, segna 5 gol, aiutando la squadra a rimanere in Ligue 2, anche grazie a 5 assist. Nel 2011-2012 segna, in 32 partite, 5 gol, e a fine anno la sua squadra arriva terza in classifica venendo promossa in Ligue 1.
L'esordio in Ligue 1 avviene contro il Valenciennes, nell'incontro perso per 0-1. Il primo gol nel massimo campionato francese lo realizza contro il Lorient, segnando il momentaneo 2-1 nella partita poi finita 2-2. Segna il secondo gol, ed ultimo stagionale, contro il Brest, nell'incontro perso 2-1. Subisce inoltre quattro ammonizioni durante la stagione. Questo è anche il suo ultimo anno con il Troyes, giocando 19 partite con 2 gol durante quest'anno, e, totalmente, 97 partite con 10 gol in campionato.

#### Monaco
Il 20 gennaio 2013 viene acquistato dal Monaco, con un contratto che dura fino alla fine della stagione. L'esordio con i rossi-bianchi arriva contro il Guingamp, nell'incontro pareggiato 2-2, entrando al 61' e facendo anche un assist. Esordisce da titolare nella partita vinta per 2-0 contro l'Arles. La prima ammonizione con il Monaco avviene contro il Le Havre, nell'incontro vinto 2-1.
Nella stagione 2013-2014 gioca 31 partite in campionato e 3 nella coppa nazionale.

#### Hellas Verona
Il 15 luglio 2014 si trasferisce al Verona in prestito con diritto di riscatto.
Il 20 aprile 2015 trova il suo primo goal in Serie A segnando a Firenze, il goal decisivo nella vittoria esterna degli scaligeri contro la Fiorentina.

#### LOSC Lille e Nizza
L'11 luglio 2015 passa a titolo definitivo al Lille con cui firma un contratto di durata biennale.
Il 31 gennaio 2017, rescinde il suo contratto col Lille per firmare col Nizza.

#### Raja Casablanca
Il 22 dicembre 2017, Obbadi firmerà per il Raja Casablanca da svincolato. Nella stagione 2018-2019, totalizzerà 20 presenze segnando una rete.

#### Il ritorno in Francia e il ritiro
Il 1º luglio 2018, il giocatore passa a titolo gratuito allo Stade Lavallois, sovrascrivendo un contratto annuale.
Il 1º luglio 2019, Obbadi firma per l'AS Poissy. Questa esperienza, però, è totalmente fallimentare a causa dei troppi infortuni e della sua età avanzata, giocando solamente 9 partite.
Il 3 luglio 2020, firma per il Racing Club de France. Per Obbadi saranno solo 14 presenze in un anno, a causa delle lamentele del club che lo mise definitivamente ai margini, perché il giocatore non si presentava agli allenamenti da più di due settimane.
Il 1º luglio 2021, Obbadi si ritira ufficialmente dal calcio giocato all'età di 38 anni.

### Nazionale
Nel 2005 decide definitivamente di essere un giocatore marocchino, tuttavia viene convocato dalla nazionale Maggiore il 15 novembre 2005 in una amichevole contro il Cameroun, pareggiata 0-0. Dopo quasi 8 anni, fa il suo ritorno con la maglia dei "Leoni dell'Atlante", in occasione di una vittoria contro il Tanzania per 2-1 nella fase a gironi di Coppa del Mondo 2014.

## Statistiche

### Presenze e reti nei club
Statistiche aggiornate al 30 aprile 2017.
| Stagione        | Squadra         | Campionato      | Campionato | Campionato | Coppe nazionali | Coppe nazionali | Coppe nazionali | Coppe continentali | Coppe continentali | Coppe continentali | Altre coppe | Altre coppe | Altre coppe | Totale | Totale |
| Stagione        | Squadra         | Comp            | Pres       | Reti       | Comp            | Pres            | Reti            | Comp               | Pres               | Reti               | Comp        | Pres        | Reti        | Pres   | Reti   |
| --------------- | --------------- | --------------- | ---------- | ---------- | --------------- | --------------- | --------------- | ------------------ | ------------------ | ------------------ | ----------- | ----------- | ----------- | ------ | ------ |
| 2003-2004       | Angers          | L2              | 11         | 1          | -               | -               | -               | -                  | -                  | -                  | -           | -           | -           | 11     | 1      |
| 2004-2005       | Angers          | L2              | 35         | 6          | CF+CL           | 1+1             | 0               | -                  | -                  | -                  | -           | -           | -           | 37     | 6      |
| 2005-2006       | Angers          | L3              | 27         | 10         | CFCL            | 0+1             | 0               | -                  | -                  | -                  | -           | -           | -           | 28     | 10     |
| 2006-2007       | Angers          | L3              | 14         | 3          | -               | -               | -               | -                  | -                  | -                  | -           | -           | -           | 14     | 3      |
| Totale Angers   | Totale Angers   | Totale Angers   | 87         | 20         |                 | 3               | 0               |                    | -                  | -                  |             | -           | -           | 90     | 20     |
| 2007-2008       | Troyes          | L2              | 35         | 2          | CF+CL           | 3+2             | 1+0             | -                  | -                  | -                  | -           | -           | -           | 40     | 3      |
| 2008-2009       | Troyes          | L2              | 15         | 0          | CF+CL           | 2+0             | 0               | -                  | -                  | -                  | -           | -           | -           | 17     | 0      |
| 2009-2010       | Troyes          | L3              | 34         | 4          | CFCL            | 4+3             | 0               | -                  | -                  | -                  | -           | -           | -           | 41     | 4      |
| 2010-2011       | Troyes          | L2              | 34         | 5          | CFù+CL          | 3+1             | 1+0             | -                  | -                  | -                  | -           | -           | -           | 38     | 6      |
| 2011-2012       | Troyes          | L2              | 32         | 5          | CF CL           | 3+1             | 0               | -                  | -                  | -                  | -           | -           | -           | 36     | 5      |
| 2012-2013       | Troyes          | L2              | 19         | 2          | CF+CL           | 1+2             | 0               | -                  | -                  | -                  | -           | -           | -           | 22     | 2      |
| Totale Troyes   | Totale Troyes   | Totale Troyes   | 169        | 18         |                 | 25              | 2               |                    | -                  | -                  |             | -           | -           | 194    | 20     |
| 2012-2013       | Monaco          | L2              | 17         | 0          | -               | -               | -               | -                  | -                  | -                  | -           | -           | -           | 17     | 0      |
| 2013-2014       | Monaco          | L1              | 31         | 3          | CF+CdL          | 3+0             | 0               |                    | -                  | -                  | -           | -           | -           | 34     | 3      |
| Totale Monaco   | Totale Monaco   | Totale Monaco   | 48         | 3          |                 | 3               | 0               |                    | -                  | -                  |             | -           | -           | 51     | 3      |
| 2014-2015       | Verona          | A               | 22         | 1          | CI              | 1               | 0               | -                  | -                  | -                  | -           | -           | -           | 23     | 1      |
| 2015-2016       | Lilla           | L1              | 30         | 1          | CF+CdL          | 2+3             | 0               | -                  | -                  | -                  | -           | -           | -           | 35     | 1      |
| 2016-2017       | Lilla           | L1              | 5          | 0          | CF+CdL          | 0+0             | 0               | UEL                | 2                  | 0                  | -           | -           | -           | 7      | 0      |
| Totale Lille    | Totale Lille    | Totale Lille    | 35         | 1          |                 | 5               | 0               |                    | 2                  | 0                  |             | -           | -           | 42     | 1      |
| gen.-giu. 2017  | Nizza           | L1              | 6          | 0          | CF+CdL          | 0+0             | 0               | UEL                | 0                  | 0                  | -           | -           | -           | 6      | 0      |
| Totale carriera | Totale carriera | Totale carriera | 367        | 43         |                 | 37              | 2               |                    | 2                  | 0                  |             | -           | -           | 406    | 45     |

### Cronologia presenze e reti in nazionale
| Cronologia completa delle presenze e delle reti in nazionale ― Marocco | Cronologia completa delle presenze e delle reti in nazionale ― Marocco | Cronologia completa delle presenze e delle reti in nazionale ― Marocco | Cronologia completa delle presenze e delle reti in nazionale ― Marocco | Cronologia completa delle presenze e delle reti in nazionale ― Marocco | Cronologia completa delle presenze e delle reti in nazionale ― Marocco | Cronologia completa delle presenze e delle reti in nazionale ― Marocco | Cronologia completa delle presenze e delle reti in nazionale ― Marocco |
| Data                                                                   | Città                                                                  | In casa                                                                | Risultato                                                              | Ospiti                                                                 | Competizione                                                           | Reti                                                                   | Note                                                                   |
| ---------------------------------------------------------------------- | ---------------------------------------------------------------------- | ---------------------------------------------------------------------- | ---------------------------------------------------------------------- | ---------------------------------------------------------------------- | ---------------------------------------------------------------------- | ---------------------------------------------------------------------- | ---------------------------------------------------------------------- |
| 15-11-2005                                                             | Rabat                                                                  | Marocco                                                                | 0 – 0                                                                  | Camerun                                                                | Amichevole                                                             | -                                                                      | 46’                                                                    |
| 8-6-2013                                                               | Marrakech                                                              | Marocco                                                                | 2 – 1                                                                  | Tanzania                                                               | Qual. Mondiali 2014                                                    | -                                                                      | 42’                                                                    |
| 15-6-2013                                                              | Marrakech                                                              | Marocco                                                                | 2 – 0                                                                  | Gambia                                                                 | Qual. Mondiali 2014                                                    | -                                                                      | 60’                                                                    |
| 14-8-2013                                                              | Tangeri                                                                | Marocco                                                                | 1 – 2                                                                  | Burkina Faso                                                           | Amichevole                                                             | -                                                                      |                                                                        |
| 7-9-2013                                                               | Abidjan                                                                | Costa d'Avorio                                                         | 1 – 1                                                                  | Marocco                                                                | Qual. Mondiali 2014                                                    | -                                                                      | 71’                                                                    |
| 11-10-2013                                                             | Agadir                                                                 | Marocco                                                                | 1 – 1                                                                  | Sudafrica                                                              | Amichevole                                                             | -                                                                      | 23’ - 46’                                                              |
| 5-3-2014                                                               | Marrakech                                                              | Marocco                                                                | 1 – 1                                                                  | Gabon                                                                  | Amichevole                                                             | -                                                                      | 67’                                                                    |
| 23-5-2014                                                              | Faro                                                                   | Mozambico                                                              | 0 – 4                                                                  | Marocco                                                                | Amichevole                                                             | -                                                                      | 75’                                                                    |
| 28-5-2014                                                              | Algarve                                                                | Angola                                                                 | 2 – 0                                                                  | Marocco                                                                | Amichevole                                                             | -                                                                      |                                                                        |
| 6-6-2014                                                               | Mosca                                                                  | Russia                                                                 | 2 – 0                                                                  | Marocco                                                                | Amichevole                                                             | -                                                                      |                                                                        |
| 3-9-2014                                                               | Casablanca                                                             | Marocco                                                                | 0 – 0                                                                  | Qatar                                                                  | Amichevole                                                             | -                                                                      |                                                                        |
| 7-9-2014                                                               | Marrakech                                                              | Marocco                                                                | 3 – 0                                                                  | Libia                                                                  | Amichevole                                                             | -                                                                      | 83’                                                                    |
| 13-11-2014                                                             | Agadir                                                                 | Marocco                                                                | 6 – 1                                                                  | Benin                                                                  | Amichevole                                                             | -                                                                      |                                                                        |
| 12-6-2015                                                              | Agadir                                                                 | Marocco                                                                | 1 – 0                                                                  | Libia                                                                  | Qual. Coppa d'Africa 2017                                              | -                                                                      | 77’                                                                    |
| 5-9-2015                                                               | São Tomé                                                               | São Tomé e Príncipe                                                    | 0 – 3                                                                  | Marocco                                                                | Qual. Coppa d'Africa 2017                                              | -                                                                      |                                                                        |
| 9-10-2015                                                              | Agadir                                                                 | Marocco                                                                | 0 – 1                                                                  | Costa d'Avorio                                                         | Amichevole                                                             | -                                                                      | 73’                                                                    |
| 12-10-2015                                                             | Agadir                                                                 | Marocco                                                                | 1 – 1                                                                  | Guinea                                                                 | Amichevole                                                             | -                                                                      |                                                                        |
| 26-3-2016                                                              | Praia                                                                  | Capo Verde                                                             | 0 – 1                                                                  | Marocco                                                                | Qual. Coppa d'Africa 2017                                              | -                                                                      | 50’                                                                    |
| 27-5-2016                                                              | Tangeri                                                                | Marocco                                                                | 2 – 0                                                                  | Rep. del Congo                                                         | Amichevole                                                             | -                                                                      |                                                                        |
| 3-6-2016                                                               | Radès                                                                  | Libia                                                                  | 1 – 1                                                                  | Marocco                                                                | Qual. Coppa d'Africa 2017                                              | -                                                                      |                                                                        |
| 4-9-2016                                                               | Rabat                                                                  | Marocco                                                                | 2 – 0                                                                  | São Tomé e Príncipe                                                    | Qual. Coppa d'Africa 2017                                              | -                                                                      | 39’                                                                    |
| 24-1-2017                                                              | Oyem                                                                   | Marocco                                                                | 1 – 0                                                                  | Costa d'Avorio                                                         | Coppa d'Africa 2017 - 1º turno                                         | -                                                                      | 83’                                                                    |
| Totale                                                                 |                                                                        | Presenze                                                               | 22                                                                     |                                                                        | Reti                                                                   | 0                                                                      |                                                                        |

## Palmarès
- Ligue 2: 1

Monaco: 2012-2013